# Niwy Domiechowickie
Niwy Domiechowickie – północno-wschodnia część miasta Bełchatowa w Polsce, w województwie łódzkim, w powiecie bełchatowskim. Rozpościera się w rejonie ulicy Wrzosowej.